# باتريسيو غارينو
باتريسيو غارينو (بالإسبانية: Patricio Garino) مواليد 17 مايو 1993 في ماريه ديل بلاتا، هو لاعب كرة سلة أرجنتيني. بدأ مسيرته الاحترافية في سنة 2016. يلعب مع أورلاندو ماجيك في الرابطة الوطنية لكرة السلة. يحمل الرقم 29. يبلغ طوله 6 قدم 6 بوصة (2.0 م). مثّل منتخب بلاده. شارك في دورة الألعاب الأولمبية الصيفية سنة 2016. حقق المركز الثاني في بطولة أمم الأمريكتين لكرة السلة 2015.

## سجل المنافسة
شارك في المنافسات التالية:
- الألعاب الأولمبية الصيفية 2016
- بطولة أمم الأمريكتين لكرة السلة 2015

## الميداليات
| الميدالية | المسابقة                             |
| --------- | ------------------------------------ |
| فضية      | بطولة أمم الأمريكتين لكرة السلة 2015 |

## إحصائيات المسيرة

### الموسم الاعتيادي
| السنة   | الفريق         | لعب | بدأ | دقيقة | ميداني% | ثلاثية | حرة  | ارتداد | صنع | استلاب | تصدي | نقطة |
| ------- | -------------- | --- | --- | ----- | ------- | ------ | ---- | ------ | --- | ------ | ---- | ---- |
| 2016–17 | أورلاندو ماجيك | 5   | 0   | 8.6   | .000    | .000   | .000 | 1.4    | .0  | .0     | .0   | .0   |
| المسيرة | المسيرة        | 5   | 0   | 8.6   | .000    | .000   | .000 | 1.4    | .0  | .0     | .0   | .0   |

## روابط خارجية
- باتريسيو غارينو على موقع الاتحاد الدولي لكرة السلة (الإنجليزية)
- باتريسيو غارينو على موقع إن بي أي (الإنجليزية)
- باتريسيو غارينو على موقع سبورتس رفرنس (الإنجليزية)
- باتريسيو غارينو على موقع الدوري الإسباني لكرة السلة (الإسبانية)
- باتريسيو غارينو على موقع كرة السلة الأوروبية.كوم (الإنجليزية)
- باتريسيو غارينو على موقع كلية كرة السلة في سبورتس رفرنس.كوم (الإنجليزية)
- باتريسيو غارينو على موقع ريلجم (الإنجليزية)
- باتريسيو غارينو على موقع بروبوليرز (الإنجليزية)
- باتريسيو غارينو على موقع سبورتس رفرنس (الإنجليزية)
- باتريسيو غارينو على موقع سبورتس رفرنس (الإنجليزية)